# 5679 Akkado
5679 Akkado è un asteroide della fascia principale. Scoperto nel 1989, presenta un'orbita caratterizzata da un semiasse maggiore pari a 2,8958125 UA e da un'eccentricità di 0,0406931, inclinata di 2,04898° rispetto all'eclittica.
L'asteroide era stato inizialmente battezzato 5679 Atsukadou per poi essere corretto nella denominazione attuale.
L'asteroide è dedicato alle grotte Akkado, le più estese del Giappone.